# AVEPRO
L'Agència de la Santa Seu per a l'avaluació i la millora de la qualitat de les universitats i facultats eclesiàstiques (oficialment i en italià: Agenzia della Santa Sede per la Valutazione e la Promozione della Qualità delle Università e Facoltà Ecclesiastiche), més coneguda pel seu acrònim AVEPRO és una institució de la Santa Seu, afiliada a la Cúria Romana, per a l'avaluació i la millora de la qualitat de les universitats i les facultats eclesiàstiques.
Va ser establerta el setembre de 2007 per un quirògraf del Papa Benet XVI. El març de 2022, el Papa Francesc va confirmar expressament la seva funció i autonomia amb la Constitució Apostòlica Praedicate Evanglium.
Des del 2023 el seu director és Armand Puig i Tàrrech.